# Liste der Bodendenkmäler in Bad Füssing
Auf dieser Seite sind die Bodendenkmäler in der niederbayerischen Gemeinde Bad Füssing zusammengestellt. Diese Tabelle ist eine Teilliste der Liste der Bodendenkmäler in Bayern. Grundlage ist die Bayerische Denkmalliste, die auf Basis des Bayerischen Denkmalschutzgesetzes vom 1. Oktober 1973 erstmals erstellt wurde und seither durch das Bayerische Landesamt für Denkmalpflege geführt wird. Die folgenden Angaben ersetzen nicht die rechtsverbindliche Auskunft der Denkmalschutzbehörde.

## Bodendenkmäler der Gemeinde Bad Füssing

### Bodendenkmäler in der Gemarkung Aigen a.Inn
| Lage                   | Objekt | Akten-Nr.     | Bild |
| ---------------------- | --- | ------------- | ---- |
| Aigen a.Inn (Standort) | Körpergräber der mittleren Latènezeit. | D-2-7645-0001 |      |
| Aigen a.Inn (Standort) | Bestattungsplatz der mittleren Latènezeit. | D-2-7645-0002 |      |
| Aigen a.Inn (Standort) | Bestattungsplatz der frühen Bronzezeit. | D-2-7645-0003 |      |
| Aigen a.Inn (Standort) | Frühmittelalterliches Reihengräberfeld. | D-2-7645-0004 |      |
| Aigen a.Inn (Standort) | Verebneter Kreisgraben und Siedlung vor- und frühgeschichtlicher Zeitstellung. | D-2-7645-0005 |      |
| Aigen a.Inn (Standort) | Siedlung vor- und frühgeschichtlicher Zeitstellung. | D-2-7645-0006 |      |
| Aigen a.Inn (Standort) | Siedlung vor- und frühgeschichtlicher Zeitstellung. | D-2-7645-0007 |      |
| Aigen a.Inn (Standort) | Siedlung vor- und frühgeschichtlicher Zeitstellung. | D-2-7645-0008 |      |
| Aigen a.Inn (Standort) | Verebnetes Grabenwerk vor- und frühgeschichtlicher Zeitstellung. | D-2-7645-0009 |      |
| Aigen a.Inn (Standort) | Siedlung vor- und frühgeschichtlicher Zeitstellung. | D-2-7645-0010 |      |
| Aigen a.Inn (Standort) | Siedlung vor- und frühgeschichtlicher Zeitstellung. | D-2-7645-0011 |      |
| Aigen a.Inn (Standort) | Siedlung vor- und frühgeschichtlicher Zeitstellung. | D-2-7645-0012 |      |
| Aigen a.Inn (Standort) | Siedlung vor- und frühgeschichtlicher Zeitstellung. | D-2-7645-0013 |      |
| Aigen a.Inn (Standort) | Siedlung vor- und frühgeschichtlicher Zeitstellung. | D-2-7645-0014 |      |
| Aigen a.Inn (Standort) | Siedlung vor- und frühgeschichtlicher Zeitstellung. | D-2-7645-0015 |      |
| Aigen a.Inn (Standort) | Siedlung vor- und frühgeschichtlicher Zeitstellung. | D-2-7645-0016 |      |
| Aigen a.Inn (Standort) | Siedlung vor- und frühgeschichtlicher Zeitstellung. | D-2-7645-0017 |      |
| Aigen a.Inn (Standort) | Siedlung vor- und frühgeschichtlicher Zeitstellung. | D-2-7645-0018 |      |
| Aigen a.Inn (Standort) | Siedlung vor- und frühgeschichtlicher Zeitstellung. | D-2-7645-0020 |      |
| Aigen a.Inn (Standort) | Siedlung vor- und frühgeschichtlicher Zeitstellung. | D-2-7645-0021 |      |
| Aigen a.Inn (Standort) | Siedlung vor- und frühgeschichtlicher Zeitstellung. | D-2-7645-0022 |      |
| Aigen a.Inn (Standort) | Siedlung vor- und frühgeschichtlicher Zeitstellung. | D-2-7645-0023 |      |
| Aigen a.Inn (Standort) | Siedlung vor- und frühgeschichtlicher Zeitstellung. | D-2-7645-0024 |      |
| Aigen a.Inn (Standort) | Siedlung des Spätneolithikums, der Bronzezeit, der Bronzezeit bzw. Urnenfelderzeit, der Hallstattzeit, der späten Latènezeit und der mittleren römischen Kaiserzeit.                                 | D-2-7645-0025 |      |
| Aigen a.Inn (Standort) | Siedlung vor- und frühgeschichtlicher Zeitstellung. | D-2-7645-0026 |      |
| Aigen a.Inn (Standort) | Siedlung vor- und frühgeschichtlicher Zeitstellung. | D-2-7645-0027 |      |
| Aigen a.Inn (Standort) | Siedlung, Grabhügel und Körpergräber vor- und frühgeschichtlicher Zeitstellung. | D-2-7645-0028 |      |
| Aigen a.Inn (Standort) | Siedlung und Körpergräber vor- und frühgeschichtlicher Zeitstellung. | D-2-7645-0029 |      |
| Aigen a.Inn (Standort) | Verebnetes Grabenwerk vor- und frühgeschichtlicher Zeitstellung. | D-2-7645-0030 |      |
| Aigen a.Inn (Standort) | Untertägige mittelalterliche und frühneuzeitliche Befunde im Bereich der Katholischen Kirche St. Stephan in Aigen, darunter die Spuren von Vorgängerbauten bzw. älterer Bauphasen.                   | D-2-7645-0216 |      |
| Aigen a.Inn (Standort) | Untertägige mittelalterliche und frühneuzeitliche Befunde im Bereich der Katholischen Wallfahrtskirche St. Leonhard in Aigen a. Inn, darunter die Spuren von Vorgängerbauten bzw. älterer Bauphasen. | D-2-7645-0217 |      |
| Aigen a.Inn (Standort) | Untertägige frühneuzeitliche Befunde im Bereich des ehemaligen Fürstbischöflichen Schlosses in Aigen a. Inn.                                                                                         | D-2-7645-0218 |      |

### Bodendenkmäler in der Gemarkung Egglfing a.Inn
| Lage                      | Objekt | Akten-Nr.     | Bild |
| ------------------------- | --- | ------------- | ---- |
| Egglfing a.Inn (Standort) | Bestattungsplatz der mittleren Latènezeit. | D-2-7645-0031 |      |
| Egglfing a.Inn (Standort) | Reihengräber des frühen Mittelalters. | D-2-7645-0032 |      |
| Egglfing a.Inn (Standort) | Siedlung vor- und frühgeschichtlicher Zeitstellung, unter anderem der mittleren bzw. späten römischen Kaiserzeit. | D-2-7645-0033 |      |
| Egglfing a.Inn (Standort) | Siedlung der Bronzezeit und der Latènezeit sowie der römischen Kaiserzeit und verebnete Viereckschanze der späten Latènezeit. | D-2-7645-0034 |      |
| Egglfing a.Inn (Standort) | Verebnete vorgeschichtliche Grabhügel und Siedlung vor- und frühgeschichtlicher Zeitstellung. | D-2-7645-0035 |      |
| Egglfing a.Inn (Standort) | Siedlung vor- und frühgeschichtlicher Zeitstellung. | D-2-7645-0036 |      |
| Egglfing a.Inn (Standort) | Siedlung vor- und frühgeschichtlicher Zeitstellung. | D-2-7645-0037 |      |
| Egglfing a.Inn (Standort) | Siedlung und verebneter Kreisgraben vor- und frühgeschichtlicher Zeitstellung. | D-2-7645-0038 |      |
| Egglfing a.Inn (Standort) | Verebnetes viereckiges Grabenwerk und Siedlung vor- und frühgeschichtlicher Zeitstellung. | D-2-7645-0039 |      |
| Egglfing a.Inn (Standort) | Siedlung vor- und frühgeschichtlicher Zeitstellung. | D-2-7645-0040 |      |
| Egglfing a.Inn (Standort) | Siedlung vor- und frühgeschichtlicher Zeitstellung. | D-2-7645-0041 |      |
| Egglfing a.Inn (Standort) | Siedlung vor- und frühgeschichtlicher Zeitstellung. | D-2-7645-0042 |      |
| Egglfing a.Inn (Standort) | Körpergräber vor- und frühgeschichtlicher Zeitstellung. | D-2-7645-0043 |      |
| Egglfing a.Inn (Standort) | Siedlung vor- und frühgeschichtlicher Zeitstellung. | D-2-7645-0044 |      |
| Egglfing a.Inn (Standort) | Siedlung vor- und frühgeschichtlicher Zeitstellung. | D-2-7645-0045 |      |
| Egglfing a.Inn (Standort) | Siedlung vor- und frühgeschichtlicher Zeitstellung. | D-2-7645-0046 |      |
| Egglfing a.Inn (Standort) | Siedlung vor- und frühgeschichtlicher Zeitstellung. | D-2-7645-0047 |      |
| Egglfing a.Inn (Standort) | Körpergräber vor- und frühgeschichtlicher Zeitstellung. | D-2-7645-0048 |      |
| Egglfing a.Inn (Standort) | Siedlung vor- und frühgeschichtlicher Zeitstellung. | D-2-7645-0049 |      |
| Egglfing a.Inn (Standort) | Siedlung vor- und frühgeschichtlicher Zeitstellung. | D-2-7645-0050 |      |
| Egglfing a.Inn (Standort) | Grabhügel vorgeschichtlicher Zeitstellung, Kreisgräben und Siedlung vor- und frühgeschichtlicher Zeitstellung. Kreisgraben wohl der Hallstattzeit und Siedlung der Urnenfelder- und Hallstattzeit sowie der mittleren römischen Kaiserzeit. Frühmittelalterliche Gräber. | D-2-7645-0069 |      |
| Egglfing a.Inn (Standort) | Verebnetes viereckiges Grabenwerk und Siedlung vor- und frühgeschichtlicher Zeitstellung. | D-2-7645-0070 |      |
| Egglfing a.Inn (Standort) | Verebnete Viereckschanze der späten Latènezeit. | D-2-7645-0071 |      |
| Egglfing a.Inn (Standort) | Siedlung vor- und frühgeschichtlicher Zeitstellung. | D-2-7645-0072 |      |
| Egglfing a.Inn (Standort) | Siedlung vor- und frühgeschichtlicher Zeitstellung. | D-2-7645-0074 |      |
| Egglfing a.Inn (Standort) | Untertägige mittelalterliche und frühneuzeitliche Befunde im Bereich der Katholischen Kirche St. Michael in Egglfing a.Inn, darunter die Spuren von Vorgängerbauten bzw. älterer Bauphasen.                                                                              | D-2-7645-0222 |      |
| Egglfing a.Inn (Standort) | Siedlung vorgeschichtlicher Zeitstellung. | D-2-7645-0264 |      |

### Bodendenkmäler in der Gemarkung Safferstetten
| Lage                     | Objekt | Akten-Nr.     | Bild |
| ------------------------ | --- | ------------- | ---- |
| Safferstetten (Standort) | Befestigung vor- und frühgeschichtlicher Zeitstellung. | D-2-7645-0051 |      |
| Safferstetten (Standort) | Mittelalterlicher Burgstall Riedenburg. | D-2-7645-0052 |      |
| Safferstetten (Standort) | Grabhügel vor- und frühgeschichtlicher Zeitstellung. | D-2-7645-0053 |      |
| Safferstetten (Standort) | Gräber der Glockenbecherkultur und der frühen Bronzezeit. | D-2-7645-0054 |      |
| Safferstetten (Standort) | Bestattungsplatz des Endneolithikums oder der frühen Bronzezeit. | D-2-7645-0055 |      |
| Safferstetten (Standort) | Frühmittelalterliches Reihengräberfeld. Siedlung des Neolithikums. | D-2-7645-0056 |      |
| Safferstetten (Standort) | Bestattungsplatz der Bronzezeit. | D-2-7645-0058 |      |
| Safferstetten (Standort) | Verebnete Grabhügel vor- und frühgeschichtlicher Zeitstellung. | D-2-7645-0059 |      |
| Safferstetten (Standort) | Siedlung vor- und frühgeschichtlicher Zeitstellung. | D-2-7645-0060 |      |
| Safferstetten (Standort) | Siedlung vor- und frühgeschichtlicher Zeitstellung. | D-2-7645-0062 |      |
| Safferstetten (Standort) | Siedlung vor- und frühgeschichtlicher Zeitstellung. | D-2-7645-0063 |      |
| Safferstetten (Standort) | Siedlung vor- und frühgeschichtlicher Zeitstellung. | D-2-7645-0064 |      |
| Safferstetten (Standort) | Siedlung vor- und frühgeschichtlicher Zeitstellung. | D-2-7645-0065 |      |
| Safferstetten (Standort) | Siedlung vor- und frühgeschichtlicher Zeitstellung. | D-2-7645-0066 |      |
| Safferstetten (Standort) | Siedlung vor- und frühgeschichtlicher Zeitstellung. | D-2-7645-0067 |      |
| Safferstetten (Standort) | Siedlung vor- und frühgeschichtlicher Zeitstellung. | D-2-7645-0068 |      |
| Safferstetten (Standort) | Frühneuzeitliche Wüstung Ainsen. | D-2-7645-0154 |      |
| Safferstetten (Standort) | Untertägige mittelalterliche und frühneuzeitliche Befunde im Bereich der Katholischen Pfarrkirche St. Andreas in Safferstetten, darunter die Spuren von Vorgängerbauten bzw. älterer Bauphasen. | D-2-7645-0228 |      |
| Safferstetten (Standort) | Gräberfeld der Merowingerzeit. | D-2-7645-0265 |      |

### Bodendenkmäler in der Gemarkung Würding
| Lage               | Objekt | Akten-Nr.     | Bild |
| ------------------ | --- | ------------- | ---- |
| Würding (Standort) | Siedlung vor- und frühgeschichtlicher Zeitstellung. | D-2-7645-0075 |      |
| Würding (Standort) | Grabhügel vorgeschichtlicher Zeitstellung. | D-2-7646-0001 |      |
| Würding (Standort) | Bestattungsplatz der Urnenfelderzeit. Siedlung vor- und frühgeschichtlicher Zeitstellung. Körpergräber des frühen Mittelalters.                                                                 | D-2-7646-0002 |      |
| Würding (Standort) | Siedlung vor- und frühgeschichtlicher Zeitstellung. | D-2-7646-0003 |      |
| Würding (Standort) | Reihengräber des frühen Mittelalters. | D-2-7646-0004 |      |
| Würding (Standort) | Verebneter Grabhügel der Hallstattzeit. | D-2-7646-0005 |      |
| Würding (Standort) | Siedlung der Römischen Kaiserzeit. | D-2-7646-0006 |      |
| Würding (Standort) | Siedlung vor- und frühgeschichtlicher Zeitstellung. | D-2-7646-0007 |      |
| Würding (Standort) | Siedlung vor- und frühgeschichtlicher Zeitstellung. | D-2-7646-0008 |      |
| Würding (Standort) | Siedlung vor- und frühgeschichtlicher Zeitstellung. | D-2-7646-0009 |      |
| Würding (Standort) | Siedlung vor- und frühgeschichtlicher Zeitstellung. | D-2-7646-0010 |      |
| Würding (Standort) | Siedlung und Brandgräber vor- und frühgeschichtlicher Zeitstellung. | D-2-7646-0011 |      |
| Würding (Standort) | Verebnete Grabhügel vorgeschichtlicher Zeitstellung. | D-2-7646-0012 |      |
| Würding (Standort) | Siedlung vor- und frühgeschichtlicher Zeitstellung. | D-2-7646-0013 |      |
| Würding (Standort) | Verebnete Grabhügel vorgeschichtlicher Zeitstellung. | D-2-7646-0014 |      |
| Würding (Standort) | Siedlung vor- und frühgeschichtlicher Zeitstellung. | D-2-7646-0016 |      |
| Würding (Standort) | Siedlung vor- und frühgeschichtlicher Zeitstellung. | D-2-7646-0017 |      |
| Würding (Standort) | Siedlung vor- und frühgeschichtlicher Zeitstellung. | D-2-7646-0018 |      |
| Würding (Standort) | Siedlung vor- und frühgeschichtlicher Zeitstellung. | D-2-7646-0019 |      |
| Würding (Standort) | Siedlung vor- und frühgeschichtlicher Zeitstellung. | D-2-7646-0020 |      |
| Würding (Standort) | Siedlung vor- und frühgeschichtlicher Zeitstellung. | D-2-7646-0021 |      |
| Würding (Standort) | Verebneter Kreisgraben und Siedlung vor- und frühgeschichtlicher Zeitstellung. | D-2-7646-0022 |      |
| Würding (Standort) | Siedlung vor- und frühgeschichtlicher Zeitstellung. | D-2-7646-0023 |      |
| Würding (Standort) | Siedlung vor- und frühgeschichtlicher Zeitstellung. | D-2-7646-0024 |      |
| Würding (Standort) | Untertägige mittelalterliche und frühneuzeitliche Befunde im Bereich der Katholischen Kirche St. Michael in Gögging, darunter die Spuren von Vorgängerbauten bzw. älterer Bauphasen.            | D-2-7646-0039 |      |
| Würding (Standort) | Untertägige mittelalterliche und frühneuzeitliche Befunde im Bereich der Katholischen Pfarrkirche Mariä Himmelfahrt in Würding, darunter die Spuren von Vorgängerbauten bzw. älterer Bauphasen. | D-2-7646-0043 |      |